# Facultad de Humanidades (Universidad Católica de Santa Fe)

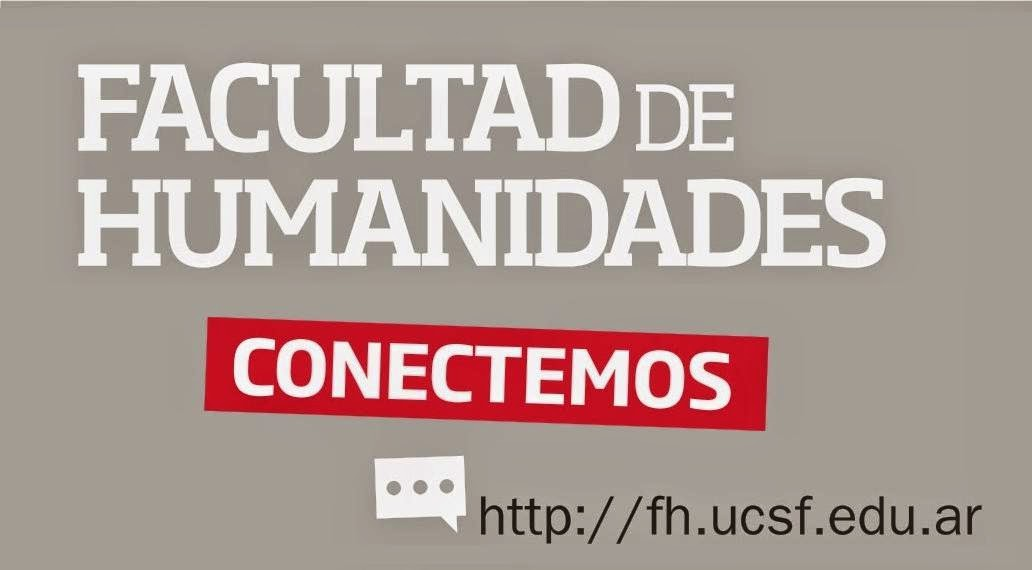
Facultad de Humanidades

## Historia y actualidad
La Facultad de Humanidades es una Unidad Académica, dentro de la Universidad Católica de Santa Fe (UCSF). La UCSF fue fundada el 9 de junio de 1957. Actualmente la UCSF cuenta con 7 Facultades: Arquitectura, Salud, Ciencias Económicas, Derecho y Ciencia Política, Filosofía, Psicología, Humanidades; 3 Direcciones: Filosofía y Teología, Posgrado, Pastoral; 1 Editorial propia, y 5 sedes: Santa Fe (Santa Fe), Rosario (Santa Fe), Reconquista (Santa Fe), Gualeguachú (Entre Ríos) y Posadas (Misiones).
Actualmente en la Facultad de Humanidades de la Universidad Católica de Santa Fe se dictan las carreras de: 
- Profesorado y Licenciatura en Ciencias de la Educación
- Licenciatura en Arte y Diseño Multimedial
- Licenciatura en Ciencias de la Comunicación
- Licenciatura en Ciencias Sociales
- Licenciatura en Gestión de la Educación
- Licenciatura en Gestión Turística del Patrimonio
- Licenciatura en Psicopedagogía
- Tecnicatura en Producción Radiofónica
- Tecnicatura en Realización Audiovisual
- Tecnicatura en Redacción Periodística
- Profesorado en Enseñanza Superior
- Profesorado Universitario de Música
- Profesorado en Artes Visuales
- Licenciatura en Artes Visuales  - Ciclo de Licenciatura

## Autoridades
- Decana: Dra. Anabel Gaitán
- Director de carreras de Comunicación y Diseño: Lic. Lucas Passeggi
- Secretario Académico: Prof. Myriam Costamagna
- Secretaria de Gestión: Psp. Susana Graciela Vitale

## Concejo Asesor
- Lic. Abdala, Silvina (Psicopedagogía y Ciencias de la Educación)
- Lic. Andino, Mario (Ciencias de la Comunicación, Gestión de la Educación)
- Lic. Giménez Corte, Estanislao (Ciencias de la Comunicación)
- Mgter. Cordero, Mariela (Psicopedagogía y Ciencias de la Educación)
- Lic. Vitale, Susana (Psicopedagogía y Ciencias de la Educación)

## Eventos destacados en la Facultad
- Congresos
- Premios Comunica
- Humanidades en Red
- Carreras Cortas

## Contacto y dirección
Se sitúa en la Sede Santa Fe de la Universidad Católica de Santa Fe (Echagüe 7151).

## Redes
Twitter: humanidadesucsf
Facebook: humanidadesucsf
Instagram: humanidadesucsf
Foursquare: Sede Santa Fe, Sede Reconquista
Blog FH:
- Datos: Q21503356